# Lâm Tuyết
Lâm Tuyết (tiếng Trung: 林雪, tiếng Anh: Lam Suet, sinh ngày 7 tháng 8 năm 1964), tên khai sinh là Lâm Thiệp (tiếng Trung: 林捷, tiếng Anh: Lam Chit), là một nam diễn viên điện ảnh người Hồng Kông gốc Hoa nổi tiếng nhiều nhất qua các vai diễn phụ.
Ông đã từng giành giải Kim Tử Kinh ở hạng mục Nam diễn viên phụ xuất sắc nhất qua vai diễn của ông trong bộ phim Biệt đội cơ động và giải Kim Mã cũng ở hạng mục trên qua vai diễn của ông trong bộ phim Sinh hỏa.

## Danh sách phim
- Story of Ricky (1992)
- The God of Cookery (1996)
- Lifeline (1997) (extra)
- The Odd One Dies (1997)
- Killing Me Tenderly (1997)
- Intruder (1997)
- The Longest Nite (1998)
- Expect the Unexpected (1998)
- A Hero Never Dies (1998)
- Where a Good Man Goes (1999)
- Running Out of Time (1999)
- The Mission
- Juliet in Love (2000)
- Twilight Garden (2000)
- Fist Power (2000)
- Roaring Wheels (2000)
- Play with Strangers (2000)
- Resort Massacre (2000)
- The Blood Rules (2000)
- My Name is Nobody (2000)
- Needing You ... (2000)
- Help!!! (2000)
- Cop on a Mission (2001)
- Wu yen (2001)
- Dead End (2001)
- Doctor No... (2001)
- Electrical Girl (2001)
- Everyday is Valentine (2001)
- Maniacal Night (2001)
- Gold Fingers (2001)
- Hero of City (2001)
- Goodbye Mr. Cool (2001)
- Master Q 2001 (2001)
- Love on a Diet (2001)
- Fulltime Killer (2001)
- Prison on Fire - Plaintive Destiny (2001)
- You Shoot, I Shoot (2001)
- Nightmares in Precinct 7 (2001)
- Every Dog Has His Date (2001)
- Running Out of Time 2 (2001)
- U-Man (2002)
- Color of Pain (2002)
- The Stewardess (2002)
- Devil Face Angel Heart (2002)
- My Left Eye Sees Ghosts (2002)
- If U Care... (2002)
- Just One Look (2002)[cameo]
- Possessed (2002)
- Tsui Hark's Vampire Hunters (2002)
- Shark Busters (2002)
- Love For All Seasons (2003)
- Diva - Ah Hey (2003)
- Ghost Office (2003)
- Looking for Mr. Perfect (2003)
- Biệt đội cơ động (2003)
- The Trouble-Makers (2003)[V]
- Kung Fu Master is my Grandma! (2003)
- Love Undercover 2: Love Mission (2003)
- Good Times, Bed Times (2003)
- Men Suddenly in Black (2003)
- Perfect Education 3 (JAPAN 2003)
- To My Dearest Father (2003)
- Turn Left, Turn Right (2003)
- A Wedding or a Funeral (2004)
- Elixir of Love (2004)
- Snow Falling From The Sky Of June (2004)
- Papa Loves You (2004)
- The Miracle Box (2004)
- Giang hồ (2004)
- Moving Targets (2004)
- One Nite in Mongkok (2004)
- Breaking News (2004)
- Money Kills (2004)
- Infernal Mission (2004)
- The Key to Destiny (2004)
- My Romeo (2004)
- Bust Family (2004)
- Twinkle Stars (2005)
- My Baby Shot Me Down (2004)
- Explosive City (2004)
- Cop Unbowed (2004)
- Tuyệt đỉnh Kungfu (2004)
- Twinkle Stars (2005)
- Crazy N' The City (2005)
- Colour of the Loyalty (2005)
- Thiện ác đối đầu (2005)
- 2 Young (2005)
- The Unusual Youth (2005)
- Election (2005)
- All About Love (2005)
- Home Sweet Home (2005)
- My Kung-Fu Sweetheart (2006)
- 2 Become 1  (2006)
- I'll Call You (2006)
- Xã hội đen 2 (2006)
- Love @ First Note (2006)
- Dog Bite Dog (2006)
- Undying Heart (2006)
- Fatal Contact (2006)
- Lưu vong (2006)
- Happy Birthday (2006)
- House of the Invisibles (2007)
- Forest of Death (2007)
- Eye in the Sky (2007)
- Dancing Lion (2007)
- Gong Tau: An Oriental Black Magic (2007)
- Simply Actors (2007)
- Nam nhi bản sắc (2007)
- Beauty and the 7 Beasts (2007)
- Brothers (2007)
- Thiết tam giác (2007)
- Mad Detective (2007)
- Linge (2008)
- Fatal Move (2008)
- Run Papa Run (2008)
- Sparrow (2008)
- Tactical Unit - The Code (2008)
- Sasori (2008)
- Legendary Assassin (2008)
- Shinjuku Incident (2009)
- Vengeance (2009)
- Tactical Unit - Comrades in Arms (2009)
- The Storm Warriors (2009)
- ICAC Investigators 2009 (2009) (TV Series)
- Poker King (2009)
- Womb Ghosts (2010)
- Diệp Vấn tiền truyện (2010)
- Triple Tap (2010)
- The Men of Justice (2010) (TV series)
- 72 khách trọ (2010)
- The Jade and the Pearl (2010)
- I Love Hong Kong (2011)
- Đơn thân nam nữ (2011)
- The Detective 2 (2011)
- Beach Spike (2011)
- The Loan Shark (2011)
- The Woman Knight of Mirror Lake (2011)
- A Land without Boundaries (2011)
- Mayday 3DNA (2011)
- Thanh Xà Bạch Xà (2011)
- Turning Point 2 (2011)
- Đại ma thuật sư (2012)
- Croczilla (2012)
- The Fairy Tale Killer (2012)
- Vulgaria (2012)
- Ultra Reinforcement (2012)
- All's Well, Ends Well 2012 (2012)
- Crazy Stupid Thief (2012)
- Everything Is Nothing (2012)
- Insistence (2012)
- Good-for-Nothing Heros (2012)
- Độc chiến (2013)
- Better and Better (2013)
- Blind Detective (2013)
- The Constable (2013)
- SDU: Sex Duties Unit (2013)
- Tales from the Dark 1 (2013)[3]
- The Love Experience (2013)
- The True Love (2014)
- The Apostles (2014)
- The Midnight After (2014)
- Người băng (2014)
- The Extreme Fox (2014)
- But Always (2014)
- Ex Fighting (2014)
- Town of the Dragon (2014)
- Break (2014)
- Đơn thân nam nữ 2 (2014)
- Imprisoned: Survival Guide for Rich and Prodigal (2015)
- Monk Comes Down the Mountain (2015)
- Lost in Hong Kong (2015)
- Saving Mr. Wu (2015)
- Heart for Heaven (2015)
- Trivisa (2016)
- Kill Time (2016)
- Tam nhân hành (2016)
- Robbery (2016)
- Goddess Era (2016)
- MBA Partners (2016)
- The Glory of Tang Dynasty (2017)
- Love Contractually (2017)
- Colour of the Game (2017)
- Always Be With You (2017)
- Người băng 2 (2018)
- A Home with a View (2019)
- A Lifetime Treasure (2019)
- Missbehavior (2019)
- My Dear Elephant (2019)
- Undercover Punch and Gun (2019)
- Dynasty Warriors: Chiến binh Tam Quốc (2021)
- Banknotes Fly (TBA)
- Love the Way You Lie (TBA)